# Champigny-sur-Veude
Champigny-sur-Veude is een gemeente in het Franse departement Indre-et-Loire (regio Centre-Val de Loire) en telt 882 inwoners (1999). De plaats maakt deel uit van het arrondissement Chinon.

## Geografie
De oppervlakte van Champigny-sur-Veude bedraagt 16,2 km², de bevolkingsdichtheid is 54,4 inwoners per km².
De onderstaande kaart toont de ligging van Champigny-sur-Veude met de belangrijkste infrastructuur en aangrenzende gemeenten.

## Demografie
Onderstaande figuur toont het verloop van het inwonertal (bron: INSEE-tellingen).